# Urs Dick
Urs Dick (9 ottobre 1960) è un giocatore di curling svizzero.

## Biografia
Partecipò ai XVI Giochi olimpici invernali, edizione disputata a Albertville (Francia) nel 1992, riuscendo ad ottenere la prima posizione per la squadra svizzera con i connazionali Jürg Dick, Robert Hürlimann, Thomas Klay e Peter Däppen.
In quell'edizione la nazionale norvegese si classificò seconda e la statunitense terza. La competizione ebbe lo status di sport dimostrativo.